# Frank Chee Willeto
Frank Chee Willeto (6 de juny de 1925 – 23 de juny de 2012) fou un polític estatunidenc i code talker navajo durant la Segona Guerra Mundial. Willeto va exercir de Vicepresident de la Nació Navajo sota el President Milton Bluehouse, Sr. des del seu nomenament l'agost de 1998 fins a gener de 1999, quan fou nomenat Kelsey Begaye.

## Primers anys
Willeto va néixer a Crownpoint, Nou Mèxic, el 6 de juny de 1925. Segons el Navajo Times, Willeto era "Bit'ahnii (Clan dels Braços Plegats), nascut per Tódích'íi'nii (Clan Aigua Amarga). La seva chei [àvia de la mare] eras Ta'neeszahnii (Clan Enredat) i el seu nálí [família paterna] era Naakai dine'é (Clan poble mexicà)."

## Code talker
Es va allistar al Cos de Marines dels Estats Units d'Amèrica el gener de 1944 durant la Segona Guerra Mundial. Willeto es va unir a la 6a Divisió de Marines, servint en la campanya del Pacífic a Saipan i Okinawa com a Navajo code talker. El reconeixement com a code talker durant la guerra no fou reconegut fins al 1968, quan els papers sobre aquest cos foren desclassificats. Willeto i altres code talkers navajo supervivents foren guardonats amb la Medalla de Plata del Congrés en 2001.

## Carrera
Va tornar a la Nació Navajo després del final de la Segona Guerra Mundial. Va treballar en el departament de carreteres de la Bureau of Indian Affairs de 1946 fins a 1974. Willeto va treballar després al Departament d'Educació dels Estats Units.
Willeto fou elegit membre del Consell de la Nació Navajo el 1974. Va formar part del Consell fils el 1986, quan fou elegit president del Capítol de Pueblo Pintado. Willeto també exercí com a jutge a l'antic Consell Suprem Judicial Navajo, precursor de l'actual Cort Suprema de la Nació Navajo.
El 23 de juliol de 1998 el president de la Nació Navajo Thomas Atcitty fou destituït del seu càrrec pel Consell de la Nació Navajo per violacions ètiques. Atcitty fou succeït pel seu vicepresident Milton Bluehouse, Sr. com a president interí un dia més tard. Bluehouse nomenà Willeto com a vicepresident de la Nació Navajo l'agost de 1998. Plegats, Bluehouse i Willeto es presentaren per a un mandat sencer de quatre anys a les eleccions presidencials de novembre de 1998. Kelsey Begaye guanyà les eleccions i fou nomenat president el 12 de gener de 1999. Willeto continuà com a vicepresident fins que Begaye va prendre possessió.

## Darrers anys
Es va mantenir actiu en la vida pública. Willeto fou un dels proponents de la nova Tsé Yí Gai High School a Pueblo Pintado i la construcció d'un nou pont entre l'institut i la carretera navajo 9.
Willeto visitava freqüentment l'est dels Estats Units, especialment Washington DC. En 2008, Willeto va donar la benedicció per marcar l'inici de la construcció del submarí nuclear USS New Mexico (SSN-779) a Newport News (Virgínia). També fou convidat a la Casa Blanca com a testimoni de la signatura de l'Omnibus Public Land Management Act of 2009 pel president dels Estats Units Barack Obama. Més recentment, Willeto aparegué com a panellista per al panell del Comitè del Senat dels Estats Units per a Afers Indis "The Way of the Warrior: Native Americans' Commitment to Country, Community, and Communication" de 16 de novembre de 2011, com a part del Mes de l'Herència Nacional Ameríndia i Nadiua d'Alaska.
Willeto va morir a la seva llar a Pueblo Pintado el 23 de juny de 2012, a l'edat de 87 anys. La governadora de Nou Mèxic Susana Martinez ordenà que les banderes onegessin en asta mitjana en honor de Willeto. El president de la Nació Navajo Ben Shelly també va fer que totes les banderes navajo onegessin en asta mitjana del 25 al 28 de juny. El seu funeral es va fer a la Tse Yi Gai High School de Pueblo Pintado. Willeto fou enterrat al Cementiri Nacional de Santa Fe a Santa Fe (Nou Mèxic) el 29 de juny de 2012, en una cerimònia on hi assistiren 150 persones, inclosa la governadora Martinez.